# Râul Țefeleica
Râul Țefeleica este un curs de apă, afluent al râului Strâmba. 